# Bad Piggies
Bad Piggies – komputerowa gra logiczna autorstwa studia Rovio Entertainment. Jest to spin-off gry Angry Birds, dostępny na systemy iOS, Android, Mac, Windows oraz Windows Phone. Jej premiera miała miejsce 27 września 2012. W przeciwieństwie do Angry Birds, gracz ma za zadanie kontrolować świnie, zamiast je zwalczać.
W maju 2023 roku sequel zatytułowany Bad Piggies 2 został wydany dla urządzeń z systemami iOS oraz Android.